# Корнваліт

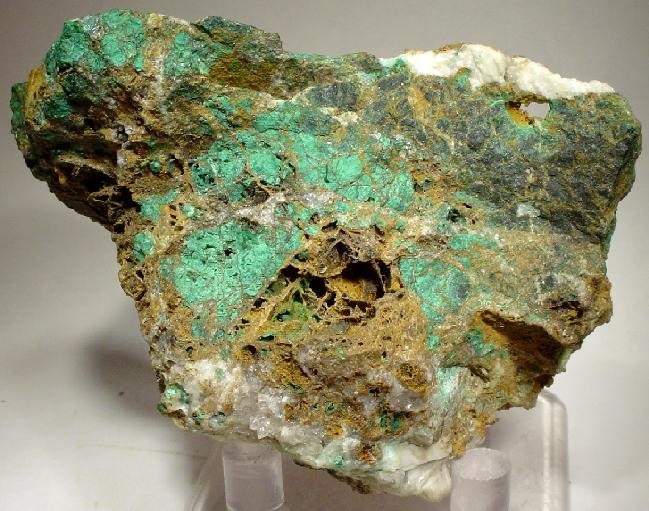
Ботріоїдальний, зелений корнваліт у шляпі з білим баритом з Калдбек-Феллз, Камбрія (7,6 × 5,1 × 4,7 см)

Корнваліт — незвичайний мінерал, арсенат міді з формулою Cu5(AsO4)2(OH)4. Він утворює ряд з фосфатним псевдомалахітом і є диморфом триклінного корнубіту. Це зелений моноклінний мінерал, який утворюється у вигляді радіальних або волокнистих інкрустацій.

## Відкриття і прояви
Вперше мінерал було описано в 1846 році за проявом у руднику Wheal Gorland, St Day United Mines округу Сент-Дей, Корнуолл, Англія. Зустрічається як вторинний мінерал в окисленій зоні родовищ сульфіду міді. Супутні мінерали включають олівеніт, корнубіт, артурит, кліноклаз, халькофіліт, страшимірит, лавендулан, тироліт, спанголіт, аустиніт, коніхальцит, брошантит, азурит і малахіт.